# Grey Cup
La Grey Cup (fr.: La Coupe Grey) è il nome sia del campionato della Canadian Football League (CFL) che del trofeo assegnato alla squadra vittoriosa. La sfida per il trofeo si disputa tra le vincenti dei divisional playoff tra le conference East e West della CFL ed uno degli eventi sportivi annuali più seguiti della televisione canadese. I Toronto Argonauts hanno vinto 17 campionati, più di qualsiasi altra squadra. I detentori della Grey Cup 2019 sono i Winnipeg Blue Bombers, che hanno sconfitto in finale gli Hamilton Tiger-Cats con il punteggio di 33-12.

## Storia

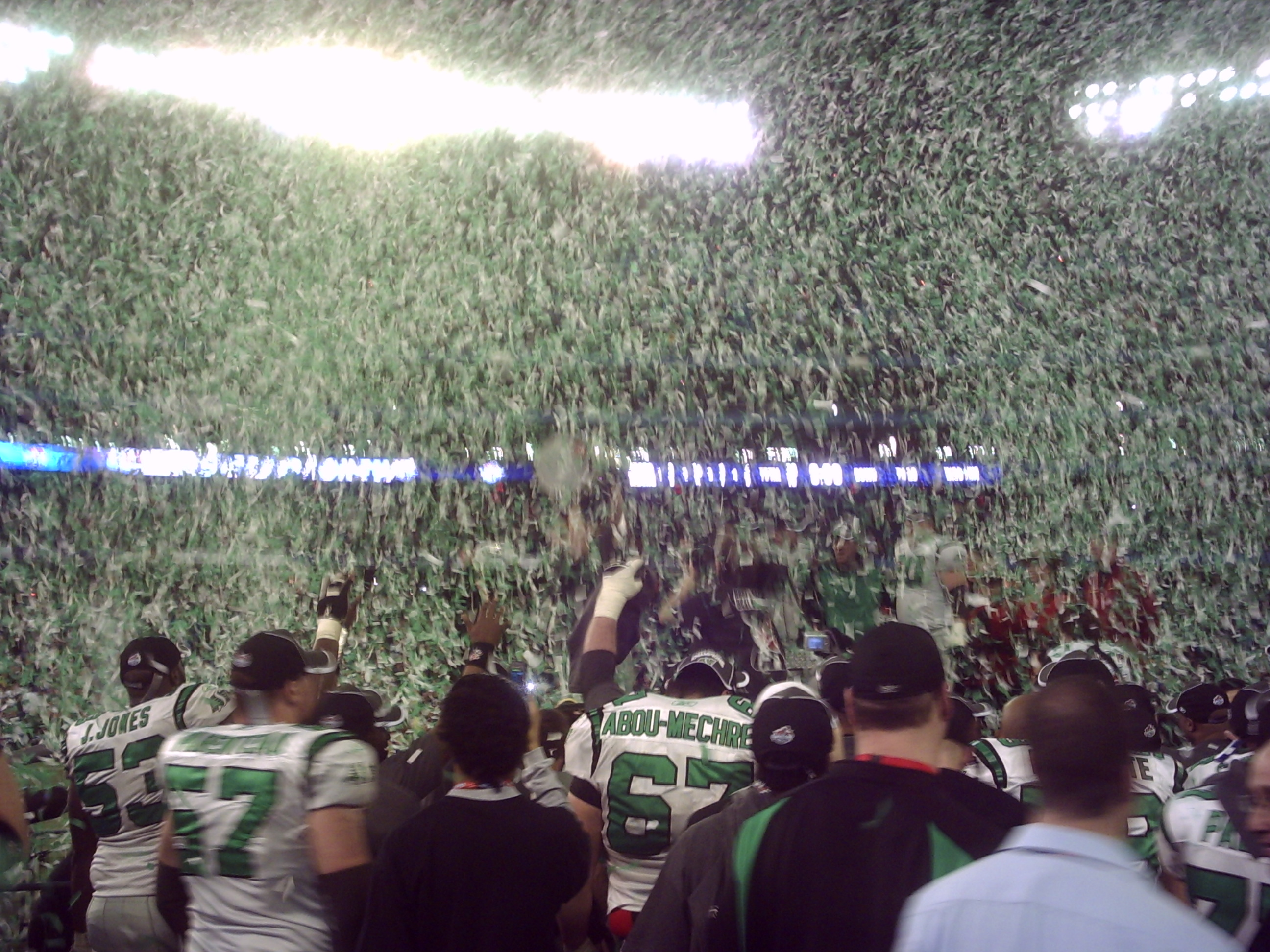
I Saskatchewan Roughriders durante i festeggiamenti per la vittoria della Grey Cup nel 2007

Il trofeo fu commissionato nel 1909 dal Albert Grey IV, governatore generale del Canada, che in origine sperava di donarla al campionato amatoriale senior di hockey del Canada. Dopo che la Allan Cup fu donata per lo stesso proposito, Grey rese il suo trofeo disponibile per la lega di football canadese. Il trofeo ha un calice argenteo fissato su una voluminosa base in cui sono scritti tutti i nomi dei membri delle squadre vincitrici, inclusi giocatori e dirigenti. La Grey Cup è rimasta danneggiata in diverse occasioni, rubata due volte e una volta è stato chiesto un riscatto. Nel 1947 è sopravvissuta a un incendio che ha distrutto numerosi artefatti presenti nello stesso edificio.
La prima Grey Cup fu vinta dagli University of Toronto Varsity Blues. Il trofeo fu sospeso per tra il 1916 e il 1918 a causa della prima guerra mondiale e nel 1919 a causa di una disputa sulle regole. La gara è tipicamente divenuta uno scontro est contro ovest sin dagli anni venti. Tradizionalmente, la sfida si tiene l'ultima domenica di novembre con qualsiasi condizione atmosferica, tra cui un "Mud Bowl" (sfida nel fango) del 1950, dove un giocatore andò ripetutamente vicino ad annegare in una pozzanghera, un "Fog Bowl" (sfida nella nebbia) nel 1962, dove gli ultimi nove minuti della gara furono posticipati al giorno successivo per una pesante nebbia, e un "Ice Bowl" (sfida congelata) nel 1972, giocata in un campo congelato allo Stadio Olimpico di Montréal. Gli Edmonton Eskimos detengono la più lunga striscia di vittorie consecutive, cinque dal 1978 al 1982. La competizione è sempre stata riservata esclusivamente alle squadre canadesi, eccetto per tre anni dal 1993 al 1995 in cui vi fu una breve espansione negli Stati Uniti con i Baltimore Stallions che vinsero il titolo nel 1995.

## Campioni
| Squadra                  | Vittorie | Sconfitte | Totale | Ultima vit. |
| ------------------------ | -------- | --------- | ------ | ----------- |
| Ottawa RedBlacks         | 1        | 2         | 3      | 2016        |
| Saskatchewan Roughriders | 5        | 15        | 20     | 2018        |
| BC Lions                 | 6        | 4         | 10     | 2011        |
| Calgary Stampeders       | 7        | 8         | 15     | 2014        |
| Montreal Alouettes       | 7        | 11        | 18     | 2010        |
| Hamilton Tiger-Cats      | 8        | 14        | 22     | 1999        |
| Winnipeg Blue Bombers    | 12       | 14        | 26     | 2021        |
| Edmonton Eskimos         | 14       | 9         | 23     | 2015        |
| Toronto Argonauts        | 17       | 6         | 23     | 2017        |